# Gay Divorce
Gay Divorce è un musical composto da Cole Porter con libretto di Dwight Taylor.

## Il musical
La commedia debuttò il 29 novembre 1932 a Broadway all'Ethel Barrymore Theatre passando dal 16 gennaio 1933 allo Shubert Theatre dove chiuse il 1º luglio 1933 dopo 248 repliche. La regia dello spettacolo fu affidata a Howard Lindsay. Fra gli interpreti originali c'erano Fred Astaire, Claire Luce, Luella Gear, Erik Rhodes ed Eric Blore. Fra le canzoni più popolari di questa produzione, Night and Day e After You, Who. Dal 2 novembre 1933 andò in scena al Palace Theatre di Londra con Astaire, Luce, Rhodes e Blore, arrivando a 180 recite.
Nel 1934 la RKO produsse una versione cinematografica dello show. Il titolo fu modificato da Gay Divorce ("Il divorzio spensierato" in inglese) a The Gay Divorcee ("La divorziata spensierata" in inglese). In Italia il film fu distribuito con il titolo Cerco il mio amore.

## Trama
Durante un viaggio all'estero, lo scrittore statunitense Guy Holden si innamora di una bellissima e misteriosa ragazza di nome Mimi.

## Numeri musicali
- After You, Who?
- Why Marry Them?
- Salt Air
- I Still Love the Red, White and Blue
- Night and Day
- How's Your Romance?
- What Will Become of Our England?
- I've Got You On My Mind
- Mister and Missus Fitch
- You're in Love

Numeri musicali eliminati durante il rodaggio dello show o subito dopo il debutto a New York
- Fate (eliminata durante il rodaggio dello show, sostituita con Salt Air)
- A Weekend Affair (scritta per lo show ma mai utilizzata)
- Never Give In to Love (scritta per lo show ma mai utilizzata)
- In Case You Don't Know (scritta per lo show ma mai utilizzata)